# مقاطعة كليبورن (تينيسي)
مقاطعة كليبورن (بالإنجليزية: Claiborne County, Tennessee)‏ هي إحدى مقاطعات ولاية تينيسي في الولايات المتحدة. ، وتبلغ مساحتها 1144 كم2، بلغ عدد سكانها 32213 نسمة في عام 2010 حسب إحصاء مكتب تعداد الولايات المتحدة وتصل الكثافة السكانية فيها 27 نسمة/كم2.